# Daisy (企業)
株式会社Daisy（デイジー、英: Daisy Inc.）は、東京都中央区に本社を置くAI系スタートアップ企業。分散環境向け事実認定AI「Daisy AI Platform」を主軸に、SNS事業やオンライン教育など複数サービスを展開する。創業者はAI研究者の大澤昇平。

## 概要
- 設立 – 2018年3月20日
  - 東京大学松尾研究室に在籍していた大澤が、ブロックチェーンとAIを統合した「非中央集権型AIプラットフォーム」の研究開発を目的に創業[2]。
- 所在地 – 東京都中央区銀座六丁目13-9 bizcube
- 資本金 – 1,100万円（2023年3月）[1]
- 収益状況 – 2022年2月に黒字化を達成[1]

## 沿革
- 2018年
  - 3月20日：東京都千代田区で会社設立[2]。
  - 10月5日：「Daisy AI Platform」の概要を公開[2][3]。
- 2019年
  - 6月25日：株式会社リミックスポイントを引受先とする第三者割当増資を実施[4][5]。
- 2020年
  - 11月24日：オンラインAIスクール「JACK.//AI」を正式ローンチ[6]。
  - 12月21日：純国産SNS構想でクラウドファンディングを実施し、約2,000万円を調達[7]。
- 2022年
  - 3月23日：保守SNS「SAKURA」を分割・事業譲渡し「保守SNSグループ」を発足[8]。
- 2023年
  - 3月20日：ICLR 2023で単著論文が採択（国内企業CEOとしては初）[1]。
  - 5月1日：代表取締役を交代[9]。

## 事業・プロダクト

### Daisy AI Platform
ブロックチェーン上のトークンインセンティブとマルチエージェントシステムを組み合わせた分散型AI基盤。参加ノードの「寄与度」を自動算定し、報酬を配分する設計を採用する。

### 保守SNS「SAKURA」（旧称：純国産SNS）
- 2020年12月 – Daisy社は「純国産SNS」（後に SAKURA と改称）の開発資金を目的に、Twitter告知のみで購入型クラウドファンディングを実施した。目標額2,000万円は開始3日で達成し、募集終了時点で目標を上回る資金を調達したと発表している[10][11]。返礼としてベータ版への先行参加権（「参政権」）が付与された。
- β版公開（2021年9月） – 招待制で約1,400名が応募し、分散SNS基盤の動作検証を実施[12]。
- 2023年3月 – ICLR（英語版）採択に合わせて同社は「GPT-4搭載Daisy AIプラットフォーム」の研究開発を公表し、分散環境での事実認定AIへの応用を目指すと発表[1]、事業移管後のSAKURA株式会社は正式版開発を目的とする追加クラウドファンディングを開始し、支援者は120名限定とされた[13]。調達額は非公開だが、全額をシステム改修とAI機能開発に充当すると説明している[13]。
- 正式版開発 – 国籍認証[注釈 1]やAIによる誹謗中傷対策を盛り込む計画を発表したが、AI機能の詳細は公表されていない[12]。

### 参政権取り扱い処
保守SNSの企画・運営に参加できる「参政権」をユーザー間で売買できるマーケットプレイスとして、2021年12月に公開。所有者は機能追加やUI改善の投票権を持つ。

### 技術基盤
プラットフォームはDaisy社の分散AI開発基盤「Daisyプラットフォーム」を応用し、複数データセンターで稼働するMastodon互換サーバー群をブロックチェーン基盤と統合する構成を採用したと説明されている。

### 賛否・評価
- 肯定的評価 – 保守系月刊誌『WiLL』などが「自由な議論空間」として取り上げたほか、一部ユーザーからは「大手SNSよりも誹謗中傷が少ない」との声が寄せられた[14]。
- 批判的指摘 – ソフトウェア基盤がオープンソースSNS Mastodonに依拠しており「純国産」とは言い難いとのブログ記事[15]や、クラウドファンディング実施時の"参政権は価値が上がり売却すれば利益を得られる"などの発言[16]、資金の使途が不透明との批判がある。

### JACK.//AI
AI初学者向けオンラインスクール。月額課金モデルで100名超が在籍（2020年時点）。

## 研究開発
- ICLR 2023 採択論文 – “Truthful Self-Play”[17] は逆ゲーム理論を応用し、教師なしで事実認定を学習する強化学習フレームワークを提示[1]。

## 資金調達
| 年   | ラウンド               | 調達額・概要                                     | 出典        |
| ---- | ---------------------- | ------------------------------------------------ | ----------- |
| 2019 | シード（第三者割当）   | 株式会社リミックスポイントより出資（額非公表）。 | [ 4 ] [ 5 ] |
| 2020 | クラウドファンディング | 目標2,000万円を達成。                            | [ 7 ]       |

## 受賞・評価
- ICLR 2023 採択（企業CEO単著として日本初）[1]